# Jukums Vācietis
Jukums Vācietis, po rosyjsku Ioakim Ioakimowicz Wacietis (ros. Иоаким Иоакимович Вацетис; ur. 11 listopada 1873 w Neuhof, zm. 28 lipca 1938 w Kommunarce) – radziecki wojskowy i nauczyciel akademicki narodowości łotewskiej, komandarm II rangi, pułkownik Armii Imperium Rosyjskiego, w 1917 roku przeszedł na stronę bolszewików, objął dowództwo nad strzelcami łotewskimi, po czym został pierwszym głównodowodzącym Armii Czerwonej (4 września 1918–8 lipca 1919). Odsunięty w pod koniec 1919 roku i zastąpiony Kamieniewem, po czym nie odgrywał już istotnej roli. Od 1922 roku profesor Akademii Wojskowej im. Frunzego, gdzie wykładał historię do aresztowania w 1937 roku. Stracony w ramach wielkiej czystki.

## Życiorys

### Młodość i wczesna działalność
Urodzony w rodzinie ubogiego robotnika rolnego. Od 1891 roku jako ochotnik w armii rosyjskiej. Ukończył Wileńską Szkołę Junkrów Piechoty w roku 1897 i Nikołajewską Akademię Sztabu Generalnego (1909).
Walczył w I wojnie światowej w stopniu pułkownika. Jako dowódca 5 Łotewskiego Zemgalskiego Pułku Strzelców przyłączył się do oddziałów bolszewików natychmiast po rewolucji październikowej. Był jednym z pierwszych oficerów armii rosyjskiej, którzy podjęli taką decyzję. W listopadzie 1917 r. jego pułk zajął miasto Valka na północnej Łotwie, umożliwiając miejscowym bolszewikom przejęcie władzy na tych terytoriach Łotwy, których wcześniej nie zajęły wojska niemieckie. Nigdy natomiast nie przystąpił do partii bolszewickiej, politycznie sympatyzował raczej z lewicowymi eserowcami, od których oddalił się, gdyż nie podzielał ich przekonania o konieczności dalszej walki z Niemcami zamiast zawierania pokoju brzeskiego.

### Wojna domowa w Rosji
W grudniu 1917 roku został wyznaczony na szefa oddziału operacyjnego Rewolucyjnego Sztabu Polowego Stawki; faktycznie był ostatnim dowódcą naczelnym armii rosyjskiej. 13 kwietnia 1918 r. został dowódcą świeżo utworzonej Dywizji Strzelców Łotewskich.
W lipcu 1918 r. na czele strzelców łotewskich zdławił bunt lewicowych eserowców w Moskwie. Za uratowanie władz bolszewickich Vācietis został wówczas wynagrodzony kwotą 10 tysięcy rubli, a także mianowany 18 czerwca dowódcą Frontu Wschodniego, który tworzył z rozbitych oddziałów, prowadząc powszechną mobilizację mężczyzn z roczników od 1883 do 1897, zamieszkujących regiony Powołża i Uralu. Pozostawał dowódcą Frontu Wschodniego do 28 września tego samego roku. 
W połowie lipca 1918 r. przygotował plan generalnej ofensywy Armii Czerwonej nad Wołgą i na Uralu, planując otoczenie obszaru między Samarą a Symbirskiem, odbicie Jekaterynburga i przecięcie połączeń kolejowych między Uralem a Wołgą. Jego plany zostały całkowicie udaremnione przez nieoczekiwany atak Ludowej Armii Komucza na Kazań 5 sierpnia 1918, gdzie znajdowała się jego kwatera główna. Czerwona 5 Armia została całkowicie zaskoczona w Kazaniu, 7 sierpnia miasto zostało zdobyte przez siły antybolszewickie, a Vācietis z trudem zbiegł w eskorcie strzelców łotewskich, gdyż część jego sztabowców przeszła na stronę wroga.    
Po odbiciu Kazania 2 września 1918 r. mianowany głównodowodzącym Armii Czerwonej; pozostawał nim do 8 czerwca 1919 roku, zasiadając równocześnie w Rewolucyjnej Radzie Wojennej (utworzonej 6 września 1918 r.). Wspólnie z innymi członkami Rady odegrał kluczową rolę w tworzeniu regularnej Armii Czerwonej, jej sztabu, struktury (podziału na fronty, w znaczeniu grupy wojsk, i armie na wzór sił zbrojnych Imperium Rosyjskiego), zaprowadzeniu w oddziałach porządku i dyscypliny, wprowadzeniu instytucji komisarzy politycznych i usunięciu dowódców uznanych za niepewnych. 
Vācietis jako głównodowodzący Armii Czerwonej kilkakrotnie nie był w stanie wyegzekwować od innych dowódców realizowania jego koncepcji i zamiarów strategicznych. W 1919 r. Władimir Antonow-Owsiejenko, dowódca Frontu Ukraińskiego, wbrew jego zaleceniom, po zajęciu Charkowa w styczniu 1919 r. przekroczył Dniepr i kontynuował marsz na zachodnią i południową Ukrainę, zdecydowanie przeceniając swoje siły. W rezultacie dalszy marsz Armii Czerwonej na zachód i południe uzależniony był od sojuszy z lokalnymi watażkami i atamanami, a w maju 1919 r. został zahamowany przez bunt jednego z nich - Matwija Hryhorjewa. Dalekosiężną konsekwencją samowoli Antonowa-Owsiejenki były klęski sił Frontu Ukraińskiego w wyniku ofensywy Sił Zbrojnych Południa Rosji pod dowództwem gen. Antona Denikina w czerwcu 1919 (walki o Donbas zakończone zwycięstwem białych w czerwcu 1919 r., a następnie zdobycie przez nich Charkowa w końcu czerwca 1919 r.). Ofensywa armii Denikina doprowadziła w konsekwencji 30 sierpnia 1919 do zajęcia przez siły Białych Kijowa, a następnie we wrześniu-październiku 1919 miast południowej Rosji, do Orła i Woroneża włącznie. 
Nieco wcześniej w czerwcu 1919 r. Vācietis oraz komisarz spraw wojskowych i morskich Lew Trocki opowiadali się za wstrzymaniem pościgu za siłami białych podporządkowanych admirałowi Aleksandrowi Kołczakowi, wycofującymi się za Ural po serii klęsk, m.in. pod Bugurusłanem, Bielebiejem, Sarapułem i Iżewskiem oraz Ufą. Przeważyło jednak stanowisko lokalnych dowódców, przekonanych o możliwości odniesienia dalszych szybkich zwycięstw nad Kołczakiem i popierającego ich Lenina, domagającego się dalszego marszu na wschód. Vācietis opowiadał się wówczas za czasowym przejściem do defensywy na linii rzek Kamy i Biełej, by część oddziałów z Frontu Wschodniego mogła zostać przerzucona na pomoc zagrożonemu Charkowowi (przeciw oddziałom Denikina) i Piotrogrodowi (przeciw oddziałom gen. Nikołaja Judenicza, atakującymi z terytorium Estonii na Piotrogród).   
Odrzucono również opracowany przez Vācietisa plan uderzenia na Siły Zbrojne Południa Rosji w sierpniu 1919 r. przez basen Dońca, gdzie czerwoni mogli liczyć na szerokie wsparcie robotników, zamiast natychmiastowego marszu przez Rostów i Nowoczerkask, region, gdzie ludność była im raczej niechętna, w kierunku Kubania. W lipcu 1919 r. łotewski oficer, mimo poparcia Trockiego, został pozbawiony stanowiska naczelnego dowódcy Armii Czerwonej, na rzecz Siergieja Kamieniewa, którego wcześniej zwolnił z Armii Czerwonej za niewykonanie rozkazu, lecz który został przywrócony do służby na życzenie komisarzy Frontu Wschodniego. Decyzja ta zapadła pod wrażeniem serii klęsk poniesionych przez Armię Czerwoną, chociaż wynikały one z całego szeregu czynników. Vācietis był nawet podejrzewany o zdradę i został na trzy miesiące uwięziony.  
Od 1921 r. pracował w Rewolucyjnej Radzie Wojennej Rosji Sowieckiej.

### Po wojnie domowej
W 1922 roku został wykładowcą Akademii Wojskowej Armii Czerwonej, kierował fakultetem historii wojen. Napisał wspomnienia.

### Oskarżenie i śmierć
W okresie "wielkiego terroru" 29 listopada 1937 został aresztowany przez NKWD na terenie Akademii, w przerwie między wykładami, i oskarżony o członkostwo w faszystowskiej łotewskiej organizacji w Armii Czerwonej oraz o szpiegostwo na rzecz Niemiec. Był jednym z dowódców aresztowanych przez NKWD po tym, gdy Stalin nakazał zatrzymanie w ciągu dwóch tygodni 20 oficerów w stopniu wyższym od kombryga. 
Podczas śledztwa był torturowany. Pod przymusem wskazał kolejnych rzekomych członków łotewskiego faszystowskiego spisku - łącznie 20 wojskowych, którzy zostali następnie aresztowani i w większości straceni. Zeznał również, że Lew Trocki przed 1917 r. był współpracownikiem Ochrany i wywiadu niemieckiego. Został skazany na śmierć 28 lipca 1938  z zarzutu o "szpiegostwo i udział w kontrrewolucyjnej organizacji terrorystycznej"; wyrok Kolegium Wojskowego Sądu Najwyższego ZSRR w jego sprawie był z góry przesądzony, nazwisko Vācietisa widniało na sporządzonej przez Nikołaja Jeżowa, a zatwierdzonej przez Stalina liście osób do skazania na śmierć, z tego samego dnia. Stracony tego samego dnia w miejscu egzekucji Kommunarka pod Moskwą i tam pochowany anonimowo. 28 marca 1957 r. został zrehabilitowany postanowieniem Kolegium Wojskowego SN ZSRR.
Odznaczony Orderem Czerwonego Sztandaru (1934) i Orderem Czerwonej Gwiazdy (1928).

## Galeria

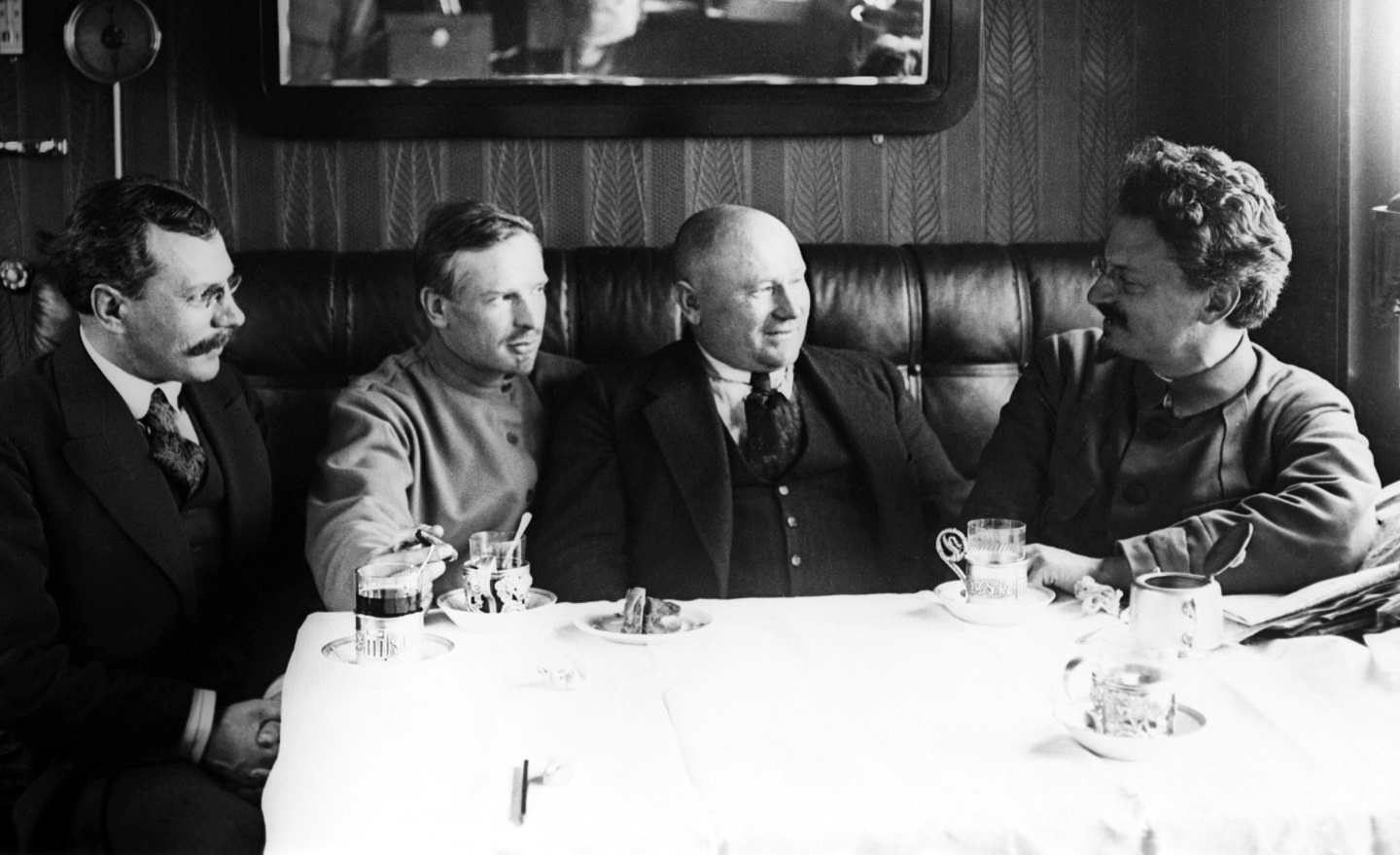
Z Trockim w jego pociągu pancernym, 1920 rok
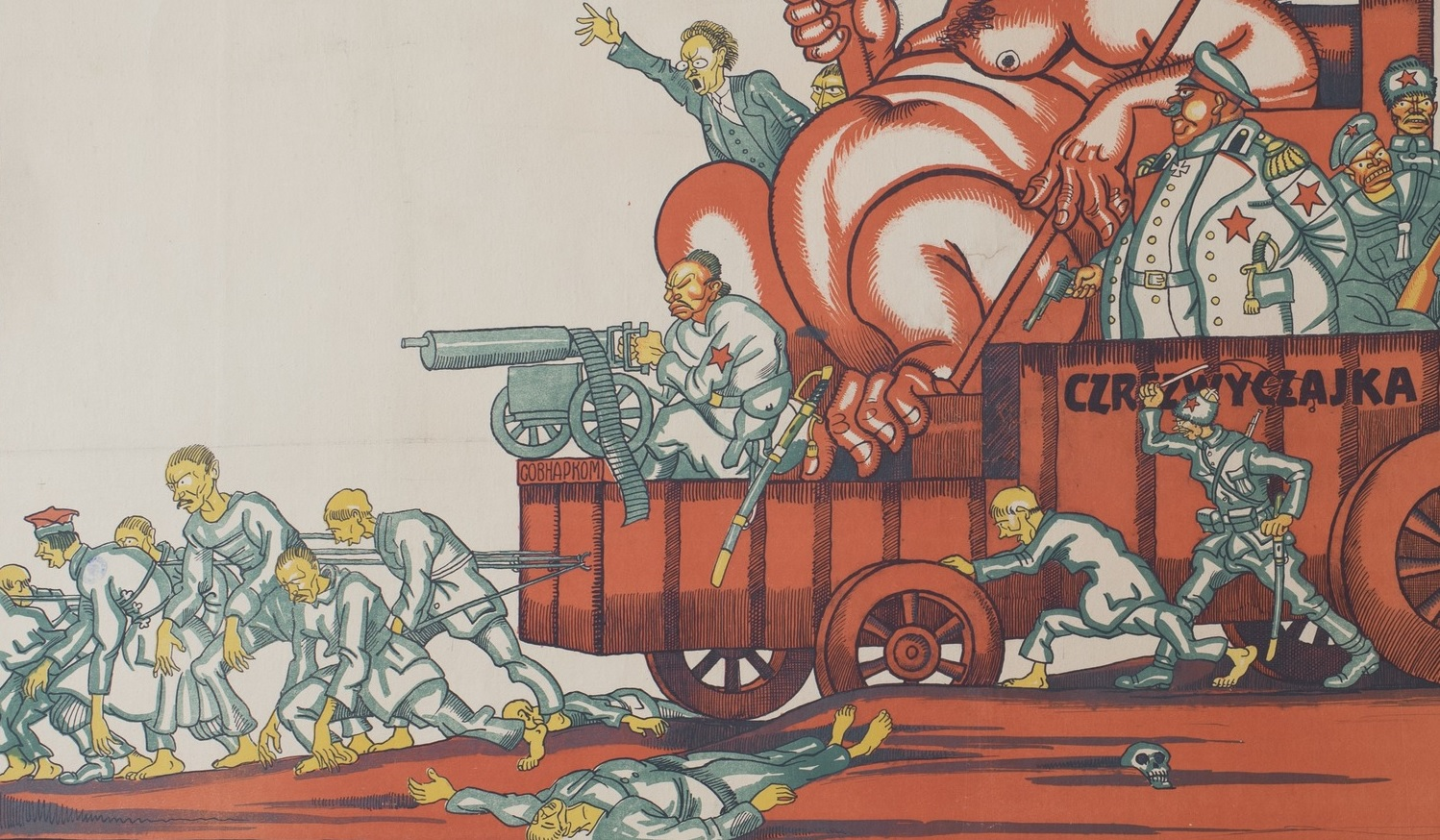
Vācietis na polskim plakacie propagandowym
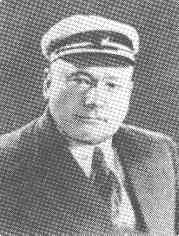
W stroju codziennym
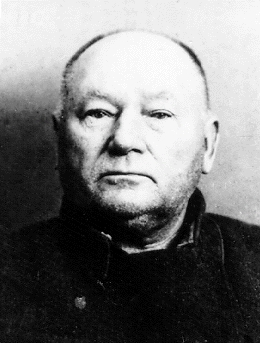
Po aresztowaniu przez NKWD, 1937 rok
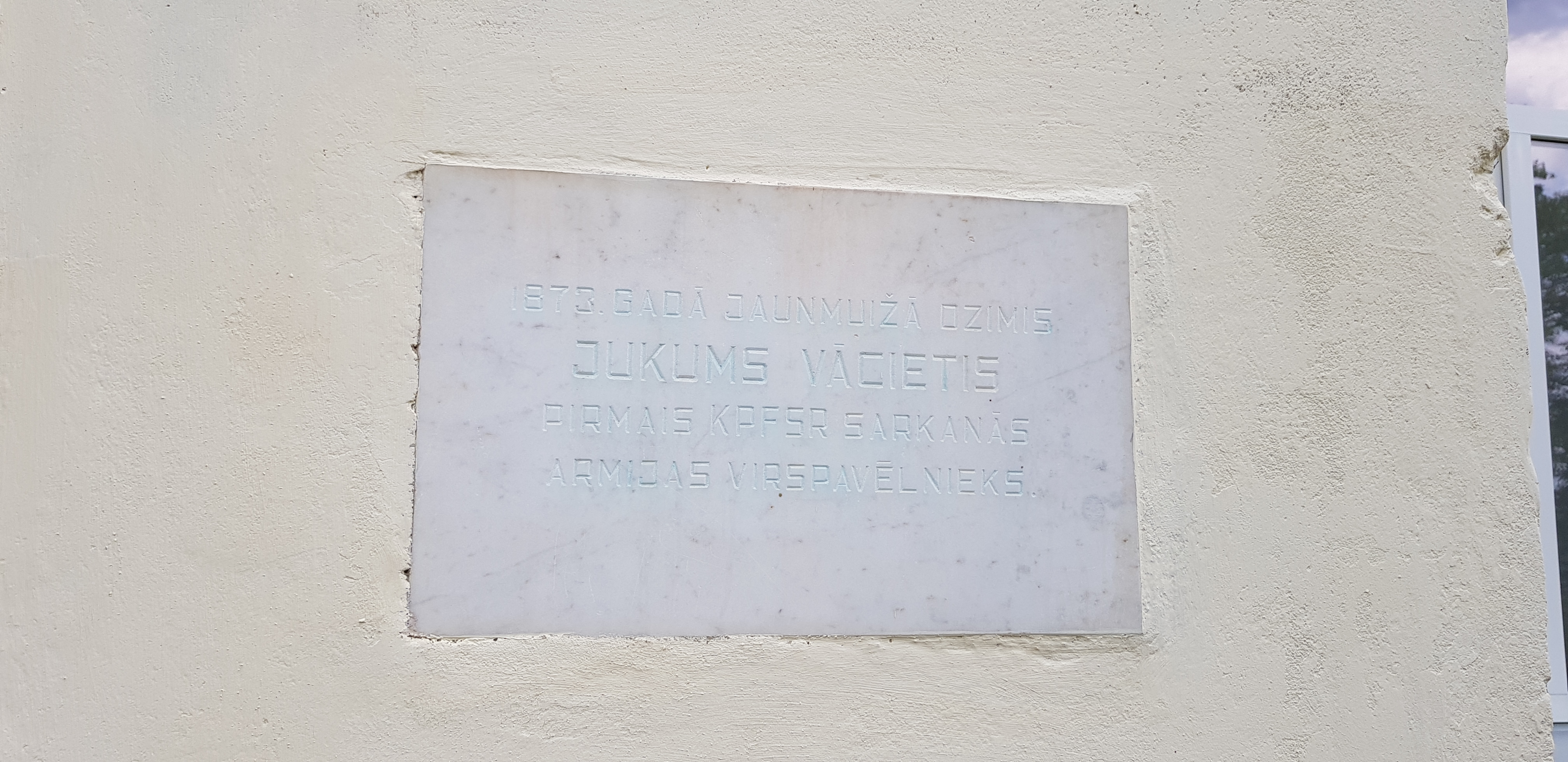
Tablica pamiątkowa na domu rodzinnym Vācietisa, 2019 rok
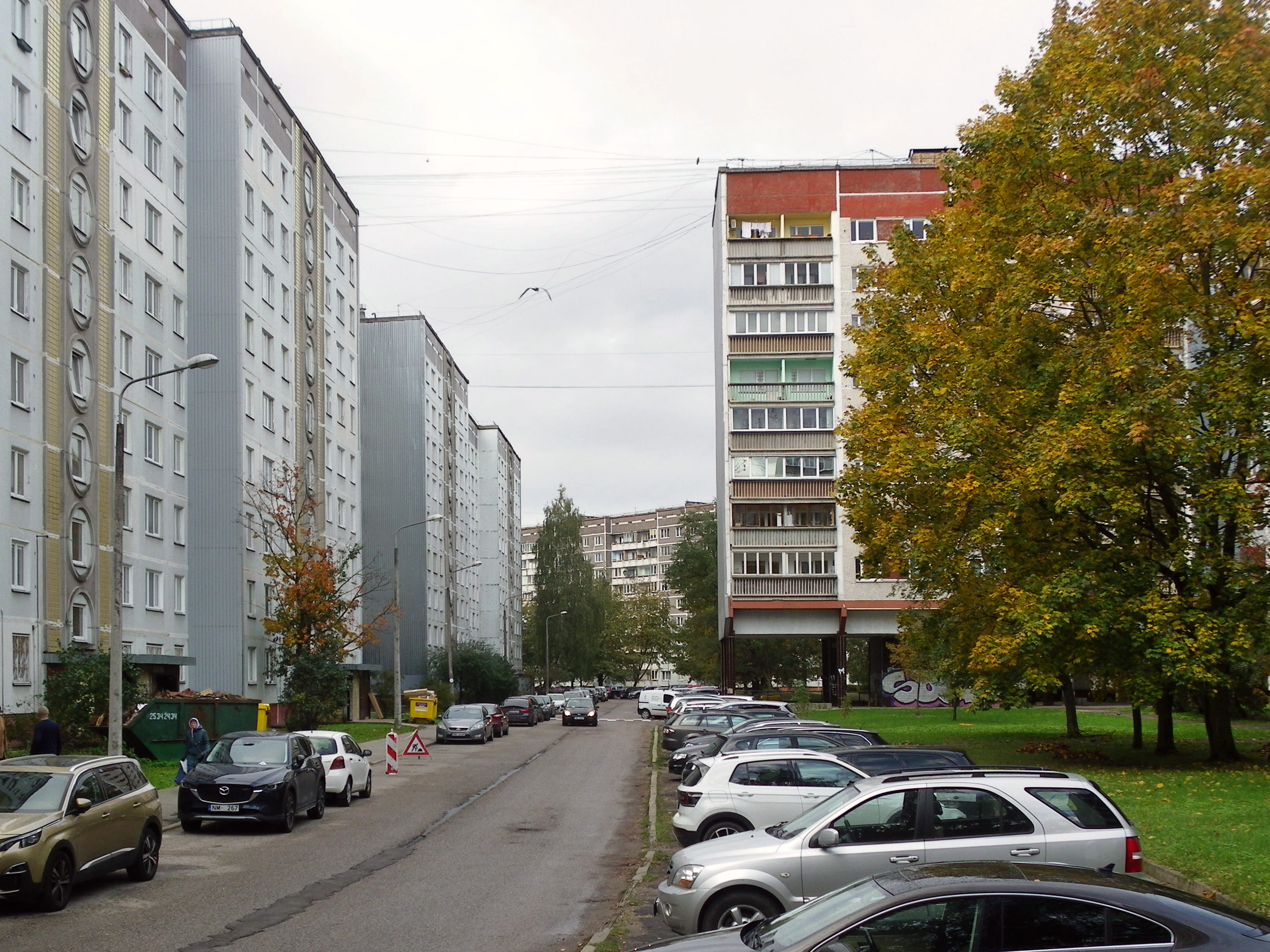
Ulica Jukumsa Vācietisa w Rydze, 2023 rok